# Jérémy Chatelain
Jérémy Chatelain (ur. 19 października 1984 w Créteil) – francuski piosenkarz, kompozytor, aktor i stylista.

## Życiorys

### Wczesne lata
Urodził się w Créteil, w regionie Île-de-France, w departamencie Dolina Marny. Dzieciństwo spędził w Étiolles, w regionie Île-de-France, w departamencie Essonne. Jego ojciec jest dyrektorem garażu, jego brat Julien przejawiał pasję do mody, a przyrodnia siostra Amandine (ur. 1990) zainteresowała się teatrem. W wieku pięciu lat zaczął pobierać lekcje gry na fortepianie. Mając dziesięć lat pisał swoje pierwsze teksty i próbował swoich sił jako dj hip-hopu.

### Kariera
Pomimo prawidłowego funkcjonowania w środowisku szkolnym, opuścił szkołę i 31 sierpnia 2002 wziął udział w drugiej edycji programu Star Academy. Nie miał wówczas jeszcze ukończonych osiemnastu lat, ale nie zawahał się użyć kłamstwa na temat swojego życia. Gdy oszustwo zostało wykryte przez producentów programu, nie został wyeliminowany, lecz po dziesięciu tygodniach odpadł. 28 lutego 2003 ukazał się jego solowy singiel „Laisse-moi” (Pozwól mi), który trafił do złotej dziesiątki z pięćdziesięciu najważniejszych we Francji. Drugi singiel „Belle histoire” (Piękna opowieść) wydany został w lipcu 2003. 
28 października 2003, wraz ze swoim trzecim singlem „Vivre ça” (Na żywo), wystąpił gościnnie w trzeciej edycji programu Star Academy. Pojawił się także w trzech odcinkach serialu Komisarz Valence (Commissaire Valence, 2003, 2004) w roli Nicolasa Garniera. W 2004 uruchomił pierwszą kolekcję odzieży swojej marki Sir Sid. We wrześniu 2007, pracował wraz z Willym Denzey nad francuską adaptacją utworu „Bet On It”, soundtracku do francuskiej wersji High School Musical 2. Wiosną 2008 pełnił funkcję dyrektora artystycznego Star Academy 7.

## Życie prywatne
6 listopada 2003 w Las Vegas poślubił francuską piosenkarkę Alizée, którą poznał 25 marca 2003 na festiwalu Eurobest. Mają córkę Annie-Lee (ur. 29 sierpnia 2005). Był kompozytorem utworów wykonywanych przez Alizée na płycie „Psychédélices” (wyd. 3 grudnia 2007). W 2012 doszło do separacji i rozwodu. Ze związku z Julie Favre ma syna Foresta (ur. 27 maja 2018).

## Dyskografia

### albumy
- 2003: Jérémy chatelain
- 2006: Variétés françaises

### single
- 2003: „Vivre ça”
- 2003: „Belle histoire”
- 2003: „Laisse-moi”
- 2004: „Je m'en fous”
- 2004: „J'aimerai”
- 2006: „Katmandou”
- 2006: „Variété Française”
- 2006: „J'veux Qu'on M'enterre”